# Фестенбергсгројт
Фестенбергсгројт (њем. Vestenbergsgreuth) град је у њемачкој савезној држави Баварска. Једно је од 25 општинских средишта округа Ерланген-Хехштат. Према процјени из 2010. у граду је живјело 1.574 становника. Посједује регионалну шифру (AGS) 9572159.

## Географски и демографски подаци
Фестенбергсгројт се налази у савезној држави Баварска у округу Ерланген-Хехштат. Град се налази на надморској висини од 305 метара. Површина општине износи 31,8 km². У самом граду је, према процјени из 2010. године, живјело 1.574 становника. Просјечна густина становништва износи 49 становника/km².